# STUDIO GHIBLI SONGS
STUDIO GHIBLI SONGS（スタジオジブリ・ソングス）は、1998年5月21日に徳間ジャパンコミュニケーションズから発売された、スタジオジブリのアニメ作品主題歌集である。

## 概要
1998年当時公開されていた『風の谷のナウシカ』から『もののけ姫』までのスタジオジブリ作品のテーマ曲を、公開順に収録している。
ジャケットはピクチャーレーベル仕様であり、スタジオジブリ作品のキャラクターが描かれており、初回盤のみスリープケース入り。
累計で50万枚以上を売り上げている。

## 収録曲
1. 風の谷のナウシカ（安田成美） - 『風の谷のナウシカ』より
2. 君をのせて（井上あずみ） - 『天空の城ラピュタ』より
3. さんぽ（井上あずみ） - 『となりのトトロ』より
4. となりのトトロ（井上あずみ） - 『となりのトトロ』より
5. はにゅうの宿（アメリータ・ガリ＝クルチ） - 『火垂るの墓』より
6. ルージュの伝言（荒井由実） - 『魔女の宅急便』より
7. やさしさに包まれたなら（荒井由実） - 『魔女の宅急便』より
8. 愛は花、君はその種子（都はるみ） - 『おもひでぽろぽろ』より
9. さくらんぼの実る頃（加藤登紀子） - 『紅の豚』より
10. 時には昔の話を（加藤登紀子） - 『紅の豚』より
11. 海になれたら（坂本洋子） - 『海がきこえる』より
12. アジアのこの街で（上々颱風） - 『平成狸合戦ぽんぽこ』より
13. いつでも誰かが（上々颱風） - 『平成狸合戦ぽんぽこ』より
14. カントリー・ロード（本名陽子） - 『耳をすませば』より
15. On Your Mark（CHAGE and ASKA） - 『On Your Mark』より
16. もののけ姫（米良美一） - 『もののけ姫』より

## その他
1999年12月22日には本作の収録曲に『ホーホケキョ となりの山田くん』主題歌『ひとりぼっちはやめた』を追加した計17曲をオルゴール演奏（編曲：大森秀則）したアルバム『STUDIO GHIBLI SONGS＋ONE〜オルゴール・メロディーズ2000〜』が発売された。